# Larabicus quadrilineatus

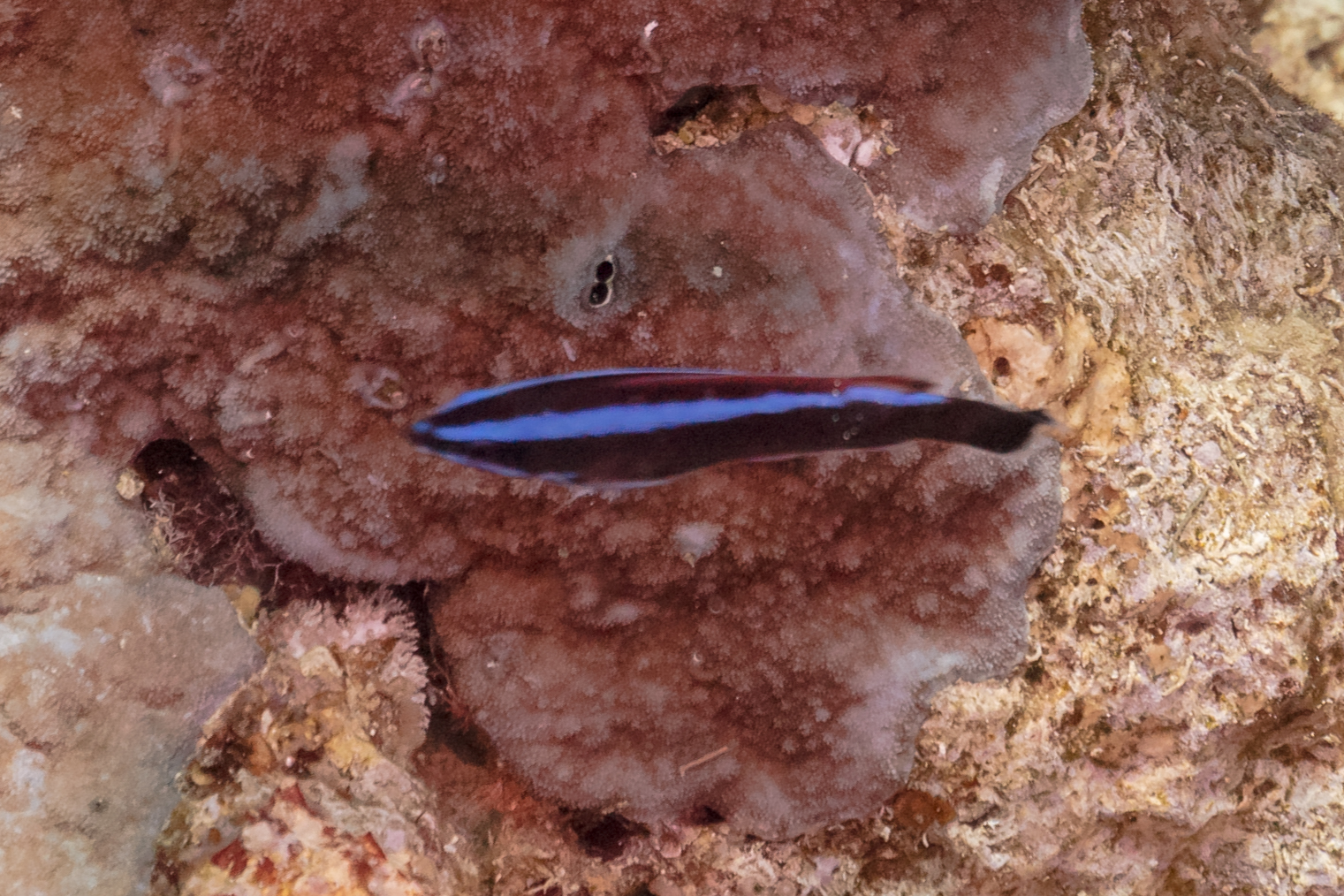
Ejemplar del mar Rojo.

Larabicus quadrilineatus es una especie de peces de la familia Labridae en el orden de los Perciformes.

## Morfología
Los machos pueden llegar alcanzar los 11,5 cm de longitud total.

## Distribución geográfica
Se encuentra en el Mar Rojo y el Golfo de Adén.